# いいなづけ (マンゾーニの小説)
いいなづけ（伊：I Promessi sposi）は、アレッサンドロ・マンゾーニの長編小説。1827年に刊行された。イタリアではダンテの『神曲』とならぶ国民文学とされる。

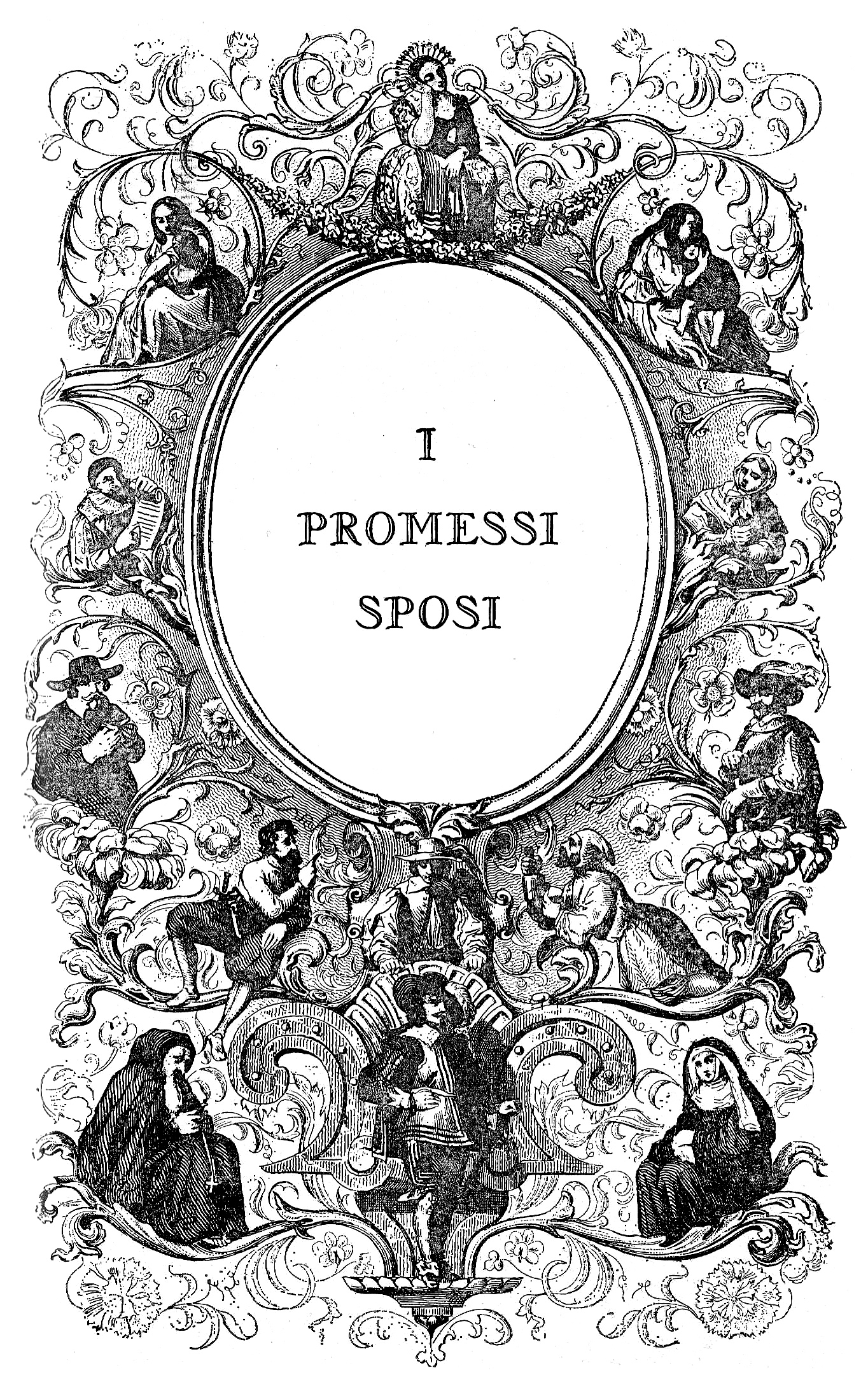
本の第2版の表紙。

## あらすじ
時代は17世紀、舞台はスペイン支配下のミラノ公国。主人公はレンツォ(ロレンツォ・トラマリーノ)とルチーアというカップル。コモ湖のほとりのレッコの町に住んでいる。二人はアッポンディオ司祭に依頼して1628年11月に結婚を予定していたが、ルチーアに横恋慕している領主ロドリーゴのさまたげで式を挙げることができない。そればかりか故郷レッコの町を逃れざるをえなくなり、離れ離れになってさまざまな苦労をする。その間、ミラノ公国に大飢饉、傭兵隊の侵入、さらにはペストの流行という災厄が次々に訪れ、国は荒廃する。そうした困難な状況を乗り越え、最後に二人は結ばれ、無事に家庭を築く。

## 日本語訳
フェデリコ・バルバロ・尾方寿恵共訳で『婚約者』の邦題で刊行、長年この岩波版のみだった。
- フェデリコ・バルバロ、尾方寿恵訳 『婚約者』 岩波文庫（上中下）、1946-49年、改版1973年、復刊2003年ほか

1989年に平川祐弘訳で『いいなづけ－17世紀ミラーノの物語』（河出書房新社）が刊行し、読売文学賞、日本翻訳出版文化賞、ピーコ・デッラ・ミランドラ賞を受賞し高い評価を得た。今日ではこのタイトルが周知されている。邦題タイトルに関して訳者は、百姓の若い男女の話なので「婚約者」ではなく「いいなづけ」としたと述べている。
- 平川祐弘訳『いいなづけー17世紀ミラーノの物語』 河出書房新社、1989年。新版（上・下）、1991年
- 平川祐弘訳『いいなづけー17世紀ミラーノの物語』 河出文庫（上中下）、2006年。ISBN 4309462677, 4309462707, 4309462715